# Großsteingrab Krogenlund 3
Das Großsteingrab Krogenlund 3 ist eine megalithische Grabanlage der jungsteinzeitlichen Nordgruppe der Trichterbecherkultur im Kirchspiel Uggeløse in der dänischen Kommune Allerød.

## Lage
Das Grab liegt südwestlich von Lynge im Osten des Waldgebiets Krogenlund. In der näheren Umgebung gibt bzw. gab es zahlreiche weitere megalithische Grabanlagen.

## Forschungsgeschichte
Die Existenz des Grabes wurde erstmals 1935 registriert. In den Jahren 1942 und 1982 führten Mitarbeiter des Dänischen Nationalmuseums Dokumentationen der Fundstelle durch.

## Beschreibung
Die Anlage besitzt eine nordwest-südöstlich orientierte, vermutlich rechteckige Hügelschüttung, deren Nordwestteil durch Kiesabbau zerstört ist. Der erhaltene Teil hat eine Länge von 8 m, eine Breite von 6 m und eine Höhe von 0,6 m. Eine steinerne Umfassung ist nicht erkennbar. Der Hügel ist stark mit Feuerstein-Grus durchsetzt.
Der Hügel enthielt ursprünglich wohl mindestens zwei Grabkammern. Die erste befand sich im zerstörten Hügelteil. Hier wurden in der Kiesgrube fünf große Findlinge, vier Steine mit einer Länge von etwa 1 m und mehrere kopfgroße Steine registriert. 2 m weiter südöstlich befindet sich im erhaltenen Hügelteil die zweite Kammer. Sie zeichnet sich als Grube mit einer Länge und Breite von je 2 m sowie einer Tiefe von 0,4 m ab. In der Grube liegen zwei große Steine. Die Maße, die Orientierung und der Typ der Kammern lassen sich nicht mehr bestimmen.